# Détroit de Canso
Pour les articles homonymes, voir Canso.
Le détroit de Canso est un détroit situé dans le Nord-Est de l'Amérique du Nord dans la province canadienne de la Nouvelle-Écosse.  
C'est un long canal mince (27 kilomètres de long, 3 kilomètres de large) qui sépare l'île du Cap-Breton du reste de la Nouvelle-Écosse. Entièrement situé dans le golfe du Saint-Laurent, le détroit permet de rejoindre le Sud-Est du golfe et, de là, l'océan Atlantique Nord. Le détroit est extrêmement profond avec deux principales communautés situées à Port Hawkesbury sur la côte Est et à Mulgrave du côté occidental. Le détroit est traversé par la chaussée de Canso, mais la construction du canal de Canso (en) a permis de maintenir la circulation des bateaux.